# La Bretenière (Jura)
Pour les articles homonymes, voir La Bretenière.
La Bretenière est une commune française située dans le département du Jura, dans la région culturelle et historique de Franche-Comté et la région administrative Bourgogne-Franche-Comté.

## Géographie

### Climat
Pour des articles plus généraux, voir Climat de la Bourgogne-Franche-Comté et Climat du département du Jura.
En 2010, le climat de la commune est de type climat des marges montargnardes, selon une étude du Centre national de la recherche scientifique s'appuyant sur une série de données couvrant la période 1971-2000. En 2020, Météo-France publie une typologie des climats de la France métropolitaine dans laquelle la commune est exposée à un climat semi-continental et est dans la région climatique  Jura, caractérisée par une forte pluviométrie en toutes saisons (1 000 à 1 500 mm/an), des hivers rigoureux et un ensoleillement médiocre. 
Pour la période 1971-2000, la température annuelle moyenne est de 10,5 °C, avec une amplitude thermique annuelle de 17,2 °C. Le cumul annuel moyen de précipitations est de 1 051 mm, avec 12,7 jours de précipitations en janvier et 9 jours en juillet. Pour la période 1991-2020, la température moyenne annuelle observée sur la station météorologique de Météo-France la plus proche, « Dole », sur la commune de Dole à 13 km à vol d'oiseau, est de 11,6 °C et le cumul annuel moyen de précipitations est de 1 023,0 mm. 
La température maximale relevée sur cette station est de 40 °C, atteinte le 31 juillet 2020 ; la température minimale est de −24 °C, atteinte le 10 janvier 1985,,. 
Les paramètres climatiques de la commune ont été estimés pour le milieu du siècle (2041-2070) selon différents scénarios d'émission de gaz à effet de serre à partir des nouvelles projections climatiques de référence DRIAS-2020. Ils sont consultables sur un site dédié publié par Météo-France en novembre 2022.

## Urbanisme

### Typologie
Au 1er janvier 2024, La Bretenière est catégorisée commune rurale à habitat dispersé, selon la nouvelle grille communale de densité à sept niveaux définie par l'Insee en 2022.
Elle est située hors unité urbaine. Par ailleurs la commune fait partie de l'aire d'attraction de Dole, dont elle est une commune de la couronne,. Cette aire, qui regroupe 87 communes, est catégorisée dans les aires de 50 000 à moins de 200 000 habitants,.

### Occupation des sols
L'occupation des sols de la commune, telle qu'elle ressort de la base de données européenne d’occupation biophysique des sols Corine Land Cover (CLC), est marquée par l'importance des territoires agricoles (96,2 % en 2018), une proportion identique à celle de 1990 (96,2 %). La répartition détaillée en 2018 est la suivante : 
terres arables (54,9 %), zones agricoles hétérogènes (22,5 %), prairies (18,9 %), forêts (3,8 %). L'évolution de l’occupation des sols de la commune et de ses infrastructures peut être observée sur les différentes représentations cartographiques du territoire : la carte de Cassini (XVIIIe siècle), la carte d'état-major (1820-1866) et les cartes ou photos aériennes de l'IGN pour la période actuelle (1950 à aujourd'hui).

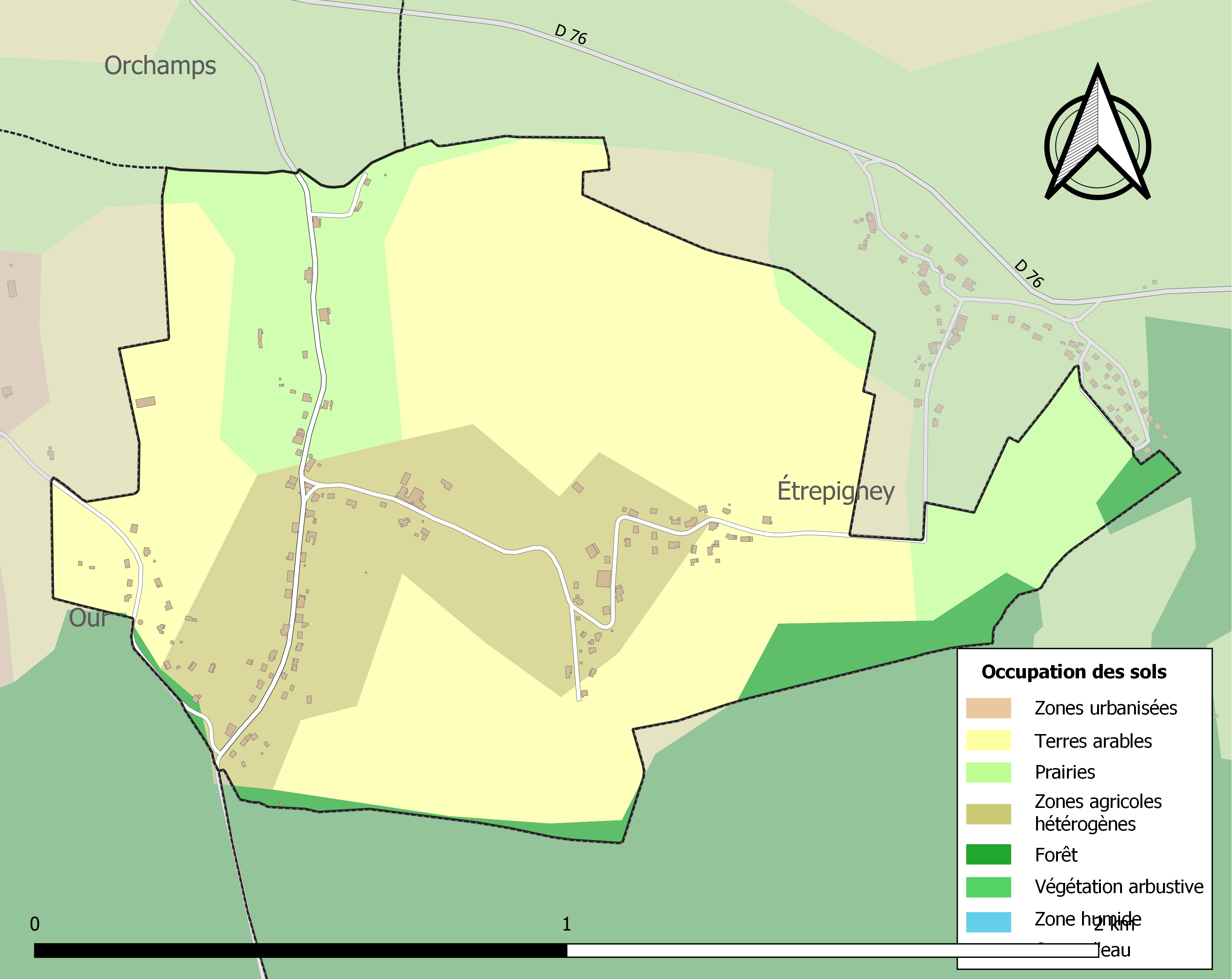
Carte des infrastructures et de l'occupation des sols de la commune en 2018 (CLC).

## Histoire
Le 23 février 1326, se tenait en la maison forte de la Bretenière une assemblée de princes francs-comtois, de nobles, de légistes, ainsi que des prélats. Au premier chef parmi cette assemblée, les enfants de feu le comte Renaud de Bourgogne, comte de Montbéliard. Ce conseil avait pour objet de partager ses biens.
Renaud de Bourgogne avait épousé Guillemette de Neuchâtel en 1282. Le couple eut 5 enfants : 1 garçon, Othenin, atteint de démence, et 4 filles : Jeanne, Alix, Agnès, et Marguerite. Renaud mourut en 1321, son épouse l’avait précédé dans la tombe en 1317. Or, dans le droit féodal, c’était toujours le premier garçon de la famille qui était nanti de l’héritage de son père. Othenin était donc devenu comte de Montbéliard (par défaut), au décès de son père, malgré sa folie.
Hugues de Bourgogne, l’oncle des enfants, qui tenait son neveu Othenin en curatelle, avait été désigné exécuteur testamentaire des dernières volontés de son frère et nommé régent du comté de Montbéliard pour une période de 5 ans, car Renaud de Montbéliard pensait que son fils Othenin pouvait guérir de sa maladie. Il avait notifié dans son testament un délai de cinq années, spécifiant que, si au terme de ce temps Othenin n’était pas en mesure de recevoir l’investiture du comté, alors, l’héritage de Renaud serait partagé entre tous les enfants. Ce fut donc l’objet de l’assemblée tenue dans le petit hameau de la Bretenière. Les débats durèrent plusieurs jours.
Au bout du compte, Othenin reçut la ville et le château de Montbéliard, ainsi que la châtellenie (durant la période féodale, c'était la seigneurie et la juridiction du châtelain, et par extension, le territoire soumis à cette juridiction). Othenin conservait le titre de comte de Montbéliard, mais ses biens furent gérés par son oncle qui le tenait en curatelle. Les seigneuries de Belfort et d’Héricourt allaient à Jeanne. Les autres terres du comté de Montbéliard tombaient dans la corbeille d’Agnès. Ce fut là, le début du démembrement du comté de Montbéliard. Alix et Marguerite, les autres filles de la hoirie, reçurent en compensation d’autres biens et domaines. Enfin, à la mort d’Hugues de Bourgogne, un ultime partage des biens de Renaud fut opéré. À la mort d’Othenin en 1338, l’époux d’Agnès, Henri, sire de Montfaucon, devint le nouveau comte de Montbéliard et reçut son investiture au mois de janvier 1339 de l’empereur Louis de Bavière.

## Politique et administration

### Liste des maires depuis 1895
| Période  | Période  | Identité                         |
| -------- | -------- | -------------------------------- |
| 1895     | 1900     | Joseph GUICHARD                  |
| 1900     | 1920     | Jean-Baptiste HATIER             |
| 1920     | 1922     | Félix POUX                       |
| 1922     | 1925     | Joseph MOUREY                    |
| 1925     | 1935     | Alphonse PIN                     |
| 1935     | 1947     | Francis HATIER                   |
| 1947     | 1950     | François DELIOT                  |
| 1950     | 1952     | Eugène ROY                       |
| 1952     | 1967     | Francis HATIER                   |
| 1967     | 1971     | Louis ROY                        |
| 1971     | mai 2020 | Joseph ROY (décède en août 2020) |
| mai 2020 | en cours | Isabelle GUILLOT                 |

## Démographie
L'évolution du nombre d'habitants est connue à travers les recensements de la population effectués dans la commune depuis 1793. Pour les communes de moins de 10 000 habitants, une enquête de recensement portant sur toute la population est réalisée tous les cinq ans, les populations de référence des années intermédiaires étant quant à elles estimées par interpolation ou extrapolation. Pour la commune, le premier recensement exhaustif entrant dans le cadre du nouveau dispositif a été réalisé en 2007.

En 2022, la commune comptait 215 habitants, en évolution de −2,27 % par rapport à 2016 (Jura : −0,81 %, France hors Mayotte : +2,11 %).
| 1793 | 1800 | 1806 | 1821 | 1831 | 1836 | 1841 | 1846 | 1851 |
| ---- | ---- | ---- | ---- | ---- | ---- | ---- | ---- | ---- |
| 330  | 350  | 376  | 363  | 358  | 380  | 383  | 311  | 318  |

| 1856 | 1861 | 1866 | 1872 | 1876 | 1881 | 1886 | 1891 | 1896 |
| ---- | ---- | ---- | ---- | ---- | ---- | ---- | ---- | ---- |
| 275  | 250  | 219  | 183  | 183  | 177  | 168  | 160  | 169  |

| 1901 | 1906 | 1911 | 1921 | 1926 | 1931 | 1936 | 1946 | 1954 |
| ---- | ---- | ---- | ---- | ---- | ---- | ---- | ---- | ---- |
| 156  | 139  | 137  | 113  | 123  | 112  | 126  | 109  | 108  |

| 1962 | 1968 | 1975 | 1982 | 1990 | 1999 | 2006 | 2007 | 2012 |
| ---- | ---- | ---- | ---- | ---- | ---- | ---- | ---- | ---- |
| 108  | 115  | 99   | 126  | 137  | 165  | 186  | 189  | 214  |

| 2017 | 2022 | - | - | - | - | - | - | - |
| ---- | ---- | - | - | - | - | - | - | - |
| 220  | 215  | - | - | - | - | - | - | - |

## Lieux et monuments
- Chapelle Notre-Dame de Lorette ;

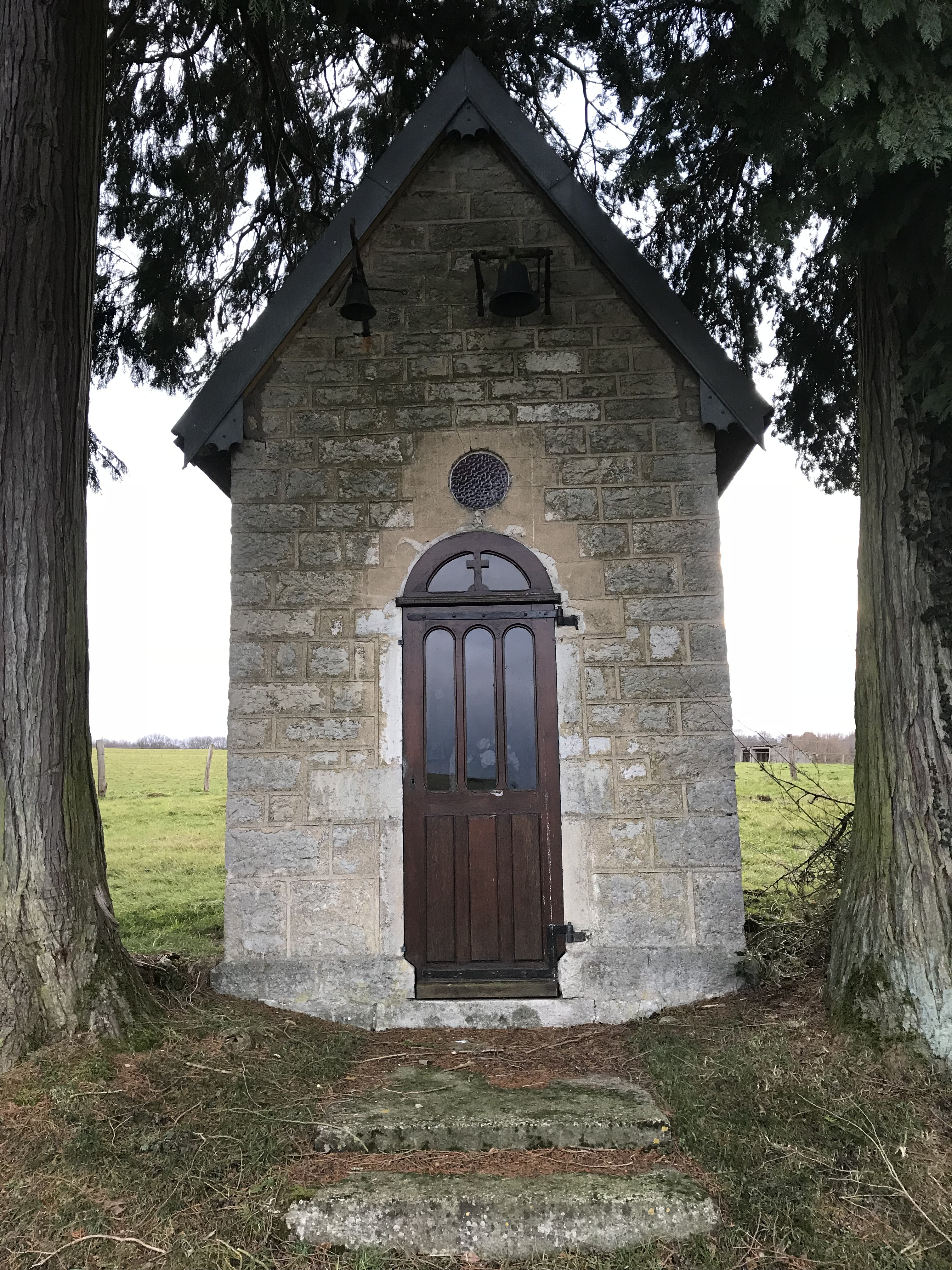
Chapelle Notre-Dame de Lorette.

- Chêne des Filles (XVIIIe siècle), Route Grandjean : chêne double se dressant à l'emplacement où furent foudroyées, en 1786, Anne et Claudine Coupi, natives du village ;
- Oratoire Saint-Thibaut de Provins patron des Bons Cousins Charbonniers de la Forêt de Chaux, œuvre des Compagnons de Mouchard. cf Sentier du Guêpier.
- Motte de châtellenie

## Héraldique
| Blason de Bretenière (La) | Blason  | De gueules au château d'argent, soutenu d'une burèle ondée du même. |
| Blason de Bretenière (La) | Détails | Le statut officiel du blason reste à déterminer.                    |